# Анджело ди Колоня
Анджело де Мохана ди Колоня (на италиански: Angelo de Mojana di Cologna) – 77-и Княз и Велик магистър на Суверенния Военен орден на хоспиталиерите на свети Йоан от Йерусалим, от Родос и от Малта.
Избран е за Велик магистър на 8 май 1962 година. Заема този пост в продължение на 26 години - до 1988 г.
По време на управлението му се започва работа по установяване на дипломатически отношения с други страни. През 1962 г. Орденът става наблюдател в Организацията на Централноамериканските страни. През 1980 г. открива посолство в Белгия, през 1982 г. - във Франция, Германия и Швейцария, а от 1983 г. - в Италия и Австрия. От 1975 г. Орденът е представен чрез постоянна делегация в Съвета на Европа, а от 1987 г. и в Европейската комисия. На Колоня се дължи и възстановяването на собствена юридическа система на Ордена, приемане на нова конституция, отвърждаваща държавния суверенитет, започване на сечение на собствени монети, и създаване на собствени пощи и пощенски марки.
Умира на 17 януари 1988 г. в Рим.